# Duben 2012
2. dubna – pondělí
- Maďarský prezident Pál Schmitt rezignoval poté, co mu jeho alma mater odebrala kvůli plagiátorství doktorát.[1]

4. dubna – středa
- Prezident Slovenské republiky Ivan Gašparovič jmenoval druhou vládu Roberta Fica.[2]

6. dubna – pátek
- Ruský obchodník se zbraněmi Viktor But byl ve čtvrtek v USA odsouzen k trestu odnětí svobody na 25 let za pokus o prodej zbraní teroristické skupině v Kolumbii.[3]
- Tuaregové, žijící na severu Mali, vyhlásili nezávislý stát Azavad a slíbili dodržování hranic s okolními státy i charty OSN.[4]

7. dubna – sobota
- Obrovská sněhová lavina zavalila v pákistánské části Kašmíru vojenský tábor, ve kterém bylo 117 vojáků; zřejmě nikdo nepřežil. K události došlo na východě v pohoří Karákoram u ledovce Siačen, který leží ve výšce 5400 až 6600 metrů nad mořem.[5] Podle následných zpráv počet obětí dosáhl počtu 135.[6]

8. dubna – neděle
- Čeští tenisté postoupili do semifinále Světové skupiny Davisova poháru výhrou nad týmem Srbska v poměru 4:1.[7]

10. dubna – úterý
- Sýrie v rozporu se svým slibem nepřijala mírový plán podporovaný členy OSN, podle kterého se armáda má stahovat z velkých měst.[8] Damašek přitom požaduje písemnou záruku zastavení boje i od opozičních sil, které tento požadavek odmítly splnit.[9] Boje si za posledních několik dnů vyžádaly stovky mrtvých, syrská armáda střílela dokonce i přes tureckou hranici na uprchlické tábory zbudované pro Syřany.[10]

12. dubna – čtvrtek
- V Jihočínském moři se drží v šachu vojenské lodě Číny a Filipín. Konflikt vznikl poté, co filipínská strana vyslala svoje vojenská plavidla proti flotile čínských rybářských člunů, které údajně ilegálně lovily ryby ve filipínských vodách.[11]

13. dubna – pátek
- Obvodní soud pro Prahu 5 nepravomocně odsoudil Víta Bártu k 18měsíčnímu podmíněnému trestu za podplácení a Jaroslava Škárku k tříletému nepodmíněnému trestu za podvod.[12]
- Severokorejská raketa Unha-3, která měla údajně vynést na oběžnou dráhu Země výzkumnou družici, se asi minutu po startu rozlomila a dopadla do moře u břehu Korejského poloostrova.[13]

14. dubna – sobota
- Rada bezpečnosti OSN jednomyslně schválila rezoluci, na jejímž základě by měly být do Sýrie vyslány desítky pozorovatelů, kteří by měli dohlížet na dodržování příměří. Podle dostupných informací je vyhlášení klidu zbraní v zemi sporadicky porušováno, avšak násilností oproti období před vyhlášením příměří přece jen hodně ubylo.[14]

15. dubna – neděle
- Velkým překvapením pro většinu veřejnosti i řadu spolustraníků z Věcí veřejných je rozhodnutí Víta Bárty setrvat v Poslanecké sněmovně i po rozsudku, který jej zatím nepravomocně uznal vinným z uplácení. V rozporu se svým dřívějším veřejným prohlášením, že odejde z vrcholné politiky v případě výroku soudu o jeho vině, však nyní navíc oznámil, že v podzimních krajských volbách hodlá kandidovat v Plzeňském kraji a nevyloučil ani to, že by se ucházel o post hejtmana.[15]

16. dubna – pondělí
- Příslušníci teroristické organizace Tálibán zaútočili v několika afghánských městech na objekty NATO a další cíle. Jen v hlavním městě Kábulu trvaly boje přes 18 hodin a město bylo na dlouhou dobu paralyzováno. Vzbouřenci zasáhli budovu parlamentu, velitelství NATO a budovy britské ambasády. Afghánský prezident Hamíd Karzáí poté obvinil ze selhání zpravodajské složky aliance, které na připravovaný útok vůbec neupozornily.[16]

17. dubna – úterý
- Vicepremiérka vlády ČR Karolína Peake ukončila členství ve straně Věci veřejné. Následovali ji Pavel Dobeš, Dagmar Navrátilová, Lenka Andrýsová, Kamil Jankovský, Jiří Rusnok a Viktor Paggio. Podnětem pro tento krok prý byla nedávná vládní krize vyvolaná Věci veřejnými, s čímž nesouhlasila.[17]

19. dubna – čtvrtek
- Na Ukrajině začal druhý soudní proces s bývalou premiérkou Julijí Tymošenkovou, která byla obviněna z finančních machinací a daňových úniků. Tymošenková se kvůli chatrnému zdraví jednání neúčastní.[18]
- Indie úspěšně vyzkoušela svou první mezikontinentální raketu Agni V.[19]

20. dubna – pátek
- V rámci své první oficiální zahraniční cesty navštívil slovenský předseda vlády Robert Fico Českou republiku a setkal se s premiérem Petrem Nečasem.[20]

21. dubna – sobota
- Obyvatelé obcí Krhová a Poličná si v rámci referenda odhlasovali odtržení od Valašského Meziříčí. V Krhové hlasovalo pro odtržení 992 z 1617 oprávněných voličů, v Poličné pak 798 ze 1419 voličů.[21]
- Zhruba sto tisíc lidí uposlechlo výzvu odborového sdružení a demonstrovalo v Praze proti ekonomické politice vlády a žádalo její demisi a vypsání předčasných Parlamentních voleb. Zástupci Asociace samostatných odborů pohrozili do budoucna i generální stávkou.[22]

22. dubna – neděle
- Námořní vojenské síly Ruska a Číny zahájily společné vojenské manévry ve Žlutém moři.[23]

23. dubna – pondělí
- Nizozemská menšinová vláda podala demisi a zemi čekají předčasné volby poté, co krajně pravicová Strana pro svobodu, na které vláda závisela, odmítla podpořit rozpočtové škrty.[24]

25. dubna – středa
- Evropská komise se rozhodla pohnat Maďarsko k Soudnímu dvoru Evropské unie kvůli kontroverzní justiční reformě a zákonu o úřadu na ochranu dat.[25]

27. dubna – pátek
- Vítězem 20. ročníku ankety Ropák roku se stal ředitel Národního parku Šumava Jan Stráský, který zároveň získal cenu Zelená perla 2011 za výrok: "Zákon je dodržován tím, že bude neustále porušován, ale jeho porušování bude kryto jím umožněnými výjimkami."[26]

28. dubna – sobota
- Podle měření Českého hydrometeorologického ústavu (ČHMÚ) byl v pražském Klementinu překonán 212 let starý teplotní rekord pro 28. dubna hodnotou 27,7 stupně Celsia. Rekordy padaly i na dalších místech ČR a střední Evropy.[27]

30. dubna – pondělí
- Španělský Národní statistický institut oznámil, že ekonomika země je v recesi, poté co se výsledky hospodářství země propady po dva následující kvartály vždy o 0,3 %. Mezinárodní ratingová agentura Standard & Poor's poté zhoršila hodnocení 16 velkých španělských bank.[28]